# Asakku
Asakku ist ein akkadischer Dämon.
Asakku gilt als die Personifikation der Schmerzen und Krankheiten, besonders des „Kopffiebers“. Im Gilgamesch-Epos wird Asakku als einer der 13 Sturmwinde genannt, die vom Sonnengott Šamaš entsandt wurden. Er ist vergleichbar mit dem sumerischen Asag.